# Canal Hamilton
 (mars 2024).
Pour les articles homonymes, voir Hamilton.
Le canal Hamilton (en anglais : Hamilton Canal), surnommé le canal hollandais (Dutch Canal), est un canal rejoignant Puttalam à Colombo via Negombo, à l'ouest du Sri Lanka.
Le canal a été construit par les Britanniques en 1802 et achevé en 1804. Il a été conçu pour évacuer l'eau salée des zones humides de Muthurajawela (en).
Le canal a été nommé d'après Gavin Hamilton, un fonctionnaire britannique.